# Portrait de famille (Rembrandt)
Pour les articles homonymes, voir Portrait de famille.
Le Portrait de famille est une peinture à l'huile sur toile (126 × 167 cm), réalisée en 1668 par le peintre Rembrandt.
Elle est conservée au Herzog Anton Ulrich Museum à Brunswick, en Allemagne.

## Description
L'œuvre est signée  « REMBRANDT F » et ses personnages n'ont toujours pas été identifiés avec certitude.